# Roman Neustädter
Roman Petrovitch Neustädter (en russe : Роман Петрович Нойштедтер), né le 18 février 1988 à Dniepropetrovsk en Union soviétique, est un footballeur international allemand puis russe. Il évolue au poste de milieu de terrain au KVC Westerlo.
Il est le fils de Peter Neustädter ancien international kazakh.

## Biographie

### Carrière en club
Formé au Mayence 05, Roman Neustädter fait ses débuts professionnels en 2. Bundesliga, le 29 octobre 2008 contre le SC Fribourg. À la fin de la saison, il signe un contrat de 3 ans avec le Borussia Mönchengladbach qui évolue en Bundesliga. Néanmoins, il ne dispute que deux matchs lors de sa première saison dans l'élite.
Lors de la saison suivante en 2010-2011, il est plus régulièrement utilisé à partir de la mi-saison et inscrit son premier but le 15 janvier 2011 contre le FC Nuremberg. C'est lors de cette saison qu'il s'impose titulaire au poste de milieu défensif. L'année suivante, il dispute 33 des 34 matchs de la saison de championnat. En fin de contrat à l'issue de la saison 2011-2012, il signe un contrat de quatre ans au Schalke 04.

### Carrière internationale
Le 21 mai 2016, après une naturalisation faite par la Russie, il fait partie des 23 joueurs sélectionnés pour disputer l'Euro 2016 avec l'équipe de Russie de football. Titulaire en phase de groupes face à l'Angleterre et la Slovaquie, Neustädter ne parviendra pas à atteindre les huitièmes de finale avec la Russie.
Le 11 mai 2018, il est inscrit par Stanislav Tchertchessov dans une pré-liste de 28 joueurs pouvant participer à la Coupe du Monde 2018, mais Neustädter n'est finalement pas inscrit dans la liste définitive de 23 joueurs.

### Vie privée
Neustädter est né en Ukraine, alors que ce pays appartenait encore à l'Union Soviétique. Sa mère est Russe. Son père Peter Neustädter, allemand de la Volga né également en Union Soviétique mais dans la RSS du Kirghizistan a joué pour le Kazakhstan après la chute de l'URSS.
Grâce à ses origines, Neustädter est éligible pour jouer pour l'Ukraine, la Russie, l'Allemagne, le Kazakhstan et le Kirghizistan.
Sélectionné dans un premier temps avec l'Allemagne, il décide finalement de représenter la Russie.
Il parle couramment allemand, russe et anglais.

## Statistiques
| Saison                | Club                  | Championnat           | Championnat | Championnat | Coupe(s) nationale(s) | Coupe(s) nationale(s) | Compétition(s) continentale(s) | Compétition(s) continentale(s) | Compétition(s) continentale(s) | Total | Total |
| Saison                | Club                  | Division              | M.          | B.          | M.                    | B.                    | Comp.                          | M.                             | B.                             | M.    | B.    |
| 2008-2009             | Mayence 05            | 2.Bundesliga          | 16          | 0           | 3                     | 0                     | -                              | -                              | -                              | 19    | 0     |
| Sous-total            | Sous-total            | Sous-total            | 16          | 0           | 3                     | 0                     | -                              | -                              | -                              | 19    | 0     |
| 2009-2010             | Borussia M'gladbach   | Bundesliga            | 2           | 0           | -                     | -                     | -                              | -                              | -                              | 2     | 0     |
| 2010-2011             | Borussia M'gladbach   | Bundesliga            | 24          | 1           | 4                     | 0                     | -                              | -                              | -                              | 28    | 1     |
| 2011-2012             | Borussia M'gladbach   | Bundesliga            | 33          | 0           | 5                     | 0                     | -                              | -                              | -                              | 38    | 0     |
| Sous-total            | Sous-total            | Sous-total            | 59          | 1           | 9                     | 0                     | -                              | -                              | -                              | 68    | 1     |
| 2012-2013             | Schalke 04            | Bundesliga            | 31          | 3           | 2                     | 0                     | C1                             | 8                              | 1                              | 41    | 4     |
| 2013-2014             | Schalke 04            | Bundesliga            | 32          | 2           | 3                     | 0                     | C1                             | 9                              | 0                              | 44    | 2     |
| 2014-2015             | Schalke 04            | Bundesliga            | 29          | 2           | 1                     | 0                     | C1                             | 8                              | 0                              | 38    | 2     |
| 2015-2016             | Schalke 04            | Bundesliga            | 30          | 0           | 1                     | 0                     | C3                             | 7                              | 0                              | 38    | 0     |
| Sous-total            | Sous-total            | Sous-total            | 122         | 7           | 7                     | 0                     | -                              | 32                             | 1                              | 161   | 8     |
| Total sur la carrière | Total sur la carrière | Total sur la carrière | 197         | 8           | 19                    | 0                     | -                              | 32                             | 1                              | 248   | 9     |